# Kristian Ipsen
Kristian Ipsen (Walnut Creek (Califórnia), 22 de outubro de 1992) é um saltador estadunidense, medalhista olímpico. 

## Carreira

### Londres 2012
Kristian Ipsen representou seu país nos Jogos Olímpicos de Verão de 2012, na qual conquistou uma medalha de bronze, no trampolim sincronizado com Troy Dumais. 

### Rio 2016
No trampolim individual ficou na 5º posição com 475.80 pts.